# Громики
Громики — відомий рід білоруської та української православної шляхти.
Першопредком вважається Григорій Ісаєвич Громика. Боярин походив з околиць с. Вольма, де розкинулись його володіння. Станом на 1499 р. працював дяком у канцелярії ВКЛ, їздив до Москви сповістити про хворобу великої княжни Олени Іванівни. В 1505 році обіймав уряд ключника віленського й намісника свіслоцького. Знову відвідував Москву в 1506. Позоставався писарем руським принаймні до 5 листопада 1529. За військовим переписом (1528) зобов'язався виставити 10 «коней». Помер після 30 червня 1529.
Рід внесено до другої частини Родовідних книг Полтавської та Санкт-Петербурзької губерній. Серед його представників чимало служило у Війську Запорізькому на старшинських посадах. Також до нього належав міністр закордонних справ СРСР Громико Андрій Андрійович.
Родовий маєток роду Громик — селище Старі Громики (нині у Святиловичській сільраді Вітковського району Гомельської області Білорусі).

## І покоління
- Михайло Громика (? — 1651) — білоцерківський полковник[3]. Вбитий під час складання реєстру за обвинуваченням в «підлабузництві» до поляків.
- Григорій Громика (? — після 1649) — білоцерківський сотник.

## ІІ покоління
- Василь Михайлович Громика (? — 1706) — смілянський сотник Лубенського полку у 1687—1688 та 1695 роках; значковий товариш[3].
- Степан Михайлович Громика — значковий товариш.

## ІІІ покоління
- Кирило Васильович Громика (? — після 1750) — смілянський сотник; значковий товариш.
- Іван Васильович Громика (? — після 1741) — смілянський городовий отаман.

## IV покоління
- Іван Кирилович Громика — значковий товариш.
- Григорій Іванович Громика (? — після 1764) — смілянський сотник Лубенського полку у 1752—1760 роках; значковий товариш[3].

## V покоління
- Іван (старший) Григорович Громика (1743 — після 1783) — військовий канцелярист; смілянський сотник Лубенського полку у 1774—1782 роках[3].
- Андрій Григорович Громика (? — після 1786) — вахмістр Сіверського легкокінного полку.
- Григорій Григорович Громика (? — після 1783).
- Микола Григорович Громика (? — після 1786) — смілянський старшина.
- Іван (молодший) Григорович Громика (? — 1844) — канцелярист Чернігівського намісництва.
- Федір Григорович Громика (? — після 1786) — вахмістр Сіверського легкокінного полку.

## Інші
- Громико Степан Степанович (1823—1877) — російський журналіст, співробітник «Отечественных записок» та «Санкт-Петербургских ведомостей», автор блискучих статей з питань громадянського та політичного життя Російської імперії, що мали помірковано ліберальний характер. Був дійсним статським радником (1867), головою Комісії з селянських справ Царства Польського (1863—1867) та седлецьким губернатором (1867—1877), активно сприяв переходу уніатів до православ'я. Мав двох синів: Іполита (старший) та Михайла (молодший)[3].
- Громико Іполит Степанович (1851—1889) — російський математик, доктор наук (1881), професор Казанського університету (1882), автор ґрунтовних праць у галузі гідромеханіки[3].
- Громико Михайло Степанович (1852—1883) — російський літературний критик, літературознавець, автор двох праць, присвячених творчості Льва Толстого — «Критичный этюд по поводу романа „Анна Каренина“» і «Последние произведения Толстого»[3].